# Пашковська Юлія Максимівна
Пашковська Юлія Максимівна (рос. Пашковская Юлия Максимовна; 12 травня 1936, Воронеж, РРФСР, СРСР — 17 червня 2014, Київ, Україна) — українська радянська естрадна співачка.

## Біографічні відомості
Народилася 12 травня 1936 у місті Воронежі (РРФСР) в родині інженера-будівельника та художниці. Закінчила Львівське (1958, вокальне відділення) і Київське (1963) музичні училища. 
У 1960–1989 була солісткою «Укрконцерту» (у 1969—1989 — у супроводі ВІА «Граймо!»), виступала у складі бригади Юрія Тимошенка і Юхима Березіна.
Учасниця 15-ти телевізійних «Блакитних вогників». Протягом десяти років брала уроки вокалу у Клавдії Шульженко. 
Після 1989 співала на естраді дуже рідко. Записала два компакт-диски зі своїми піснями.
З 1961 — друга дружина Юрія Тимошенка, відомого під сценічним псевдонімом Тарапунька (гумористичний дует „Тарапунька та Штепсель“). Двоє дітей: сини Олександр і Юрій.
Померла 17 червня 2014 у Києві.
В журналі «Перець» за 1970 р. № 9 розміщений дружній жарж А. Арутюнянца, присвячений Ю. Пашковській.

## Фільмографія
Знялась у фільмах:
- «Срібне весілля» (1958)
- «Звичайна історія» (1960, Аня)
- «Наречений з того світу» (1963)

а також у стрічках з Ю. Тимошенком і Ю. Березіним:
- «Поїдемо навпростець» (1962)
- «Їхали ми, їхали...» (1962)
- «Рівно двадцять с гаком» (1967)
- «Старий знайомий» (1969, співачка)
- «Викрадення» (1969, камео)
- «Смеханічні пригоди Штепселя і Тарапуньки» (1971)
- «Від і до» (1977)
- «Хвилюйтесь, будь ласка» (1980)
- «Моя хата з краю» (1986)